# Jänissaari (ö i Finland, Norra Karelen, Joensuu, lat 62,51, long 30,77)
Jänissaari är en ö i Finland. Den ligger i sjön Kinnasjärvi och i kommunen Joensuu i den ekonomiska regionen  Joensuu ekonomiska region  och landskapet Norra Karelen, i den sydöstra delen av landet, 400 km nordost om huvudstaden Helsingfors. Öns area är 0,3 hektar och dess största längd är 70 meter i öst-västlig riktning.